# Ciro de Quadros
Ciro Carlos Araújo de Quadros (Rio Pardo (RS), 30 de janeiro de 1940 — Washington, D.C., 28 de maio de 2014) foi um médico epidemiologista brasileiro, ativo no uso de vacinas para prevenir doenças transmissíveis. Seu maior logro foi liderar a erradicação da poliomielite na América Latina e no Caribe como chefe do programa de imunização da Organização Pan Americana da Saúde (OPAS).

## Carreira
Em 1966, Ciro formou-se em medicina pela Universidade Federal de Ciências da Saúde de Porto Alegre. Em 1968, obteve o título de mestre em Saúde Pública pela Escola Nacional de Saúde Pública, no Rio de Janeiro.
Na década de 1970, ele criou o Programa Ampliado de Imunização (PAI) da OPAS, que incentivou e apoiou os países da América Latina e do Caribe a disponibilizar para suas populações vacinas que antes estavam disponíveis apenas nos países ricos. 
Na década de 1980, Ciro lançou o desafio de erradicar a poliomielite nas Américas, uma meta que mobilizou muitos especialistas em imunização, organizações e autoridades de saúde do continente. O último caso de poliomielite por poliovírus selvagem nas Américas foi registado em agosto de 1991, no Peru. Em 20 de agosto de 1994, as Américas foram oficialmente certificadas como livres da pólio.
Além da poliomielite, Ciro de Quadros teve papel decisivo na erradicação da varíola em áreas remotas da Amazônia e, mais tarde, na Etiópia, onde aplicou com sucesso a estratégia de vigilância e contenção. Também liderou os esforços para eliminar o sarampo nas Américas, atuando com habilidade diplomática e logística para garantir a vacinação em massa, mesmo em regiões afetadas por conflitos armados.
Em 2003, Ciro passou a trabalhar no Sabin Vaccine Institute, uma organização sem fins lucrativos que homenageia o legado de Albert Sabin, desenvolvedor da vacina oral contra a poliomielite. No Instituto, atuou em programas internacionais de defesa da imunização contra rotavírus, rubéola, vírus do papiloma humano, pneumocócica, entre outras. 
Ele também foi professor da Escola de Higiene e Saúde Pública Johns Hopkins e da Escola de Medicina da Universidade George Washington.

## Prêmios e reconhecimentos
Ele publicou e apresentou em conferências por todo o mundo e recebeu vários prêmios internacionais, incluindo:
- Prêmio Príncipe Mahidol da Tailândia de 1993 [14]
- Medalha de Ouro Albert B. Sabin de 2000 [15]
- A Ordem do Rio Branco do Brasil[13]
- Eleição para o Instituto Nacional de Medicina dos Estados Unidos
- Prêmio Fronteiras do Conhecimento de Cooperação para o Desenvolvimento da Fundação BBVA de 201, por liderar esforços para eliminar a poliomielite e o sarampo[13]
- Prêmio Herói da Saúde Pública das Américas da Organização Pan-Americana da Saúde (2014)[16]
- Prêmio Fórum de Genebra para a Saúde (2014)[17]
- Destaque na coleção de exposições Moldando o Mundo, do fotógrafo Theo Chalmers, que mostrou como a pesquisa para a saúde impulsiona o desenvolvimento social e econômico.[18]